# 6LoWPAN
6LoWPAN (англ. IPv6 over Low power Wireless Personal Area Networks) — стандарт взаємодії по протоколу IPv6 поверх малопотужних бездротових персональних мереж стандарту IEEE 802.15.4, а також назву робочої групи IETF, яка проектує цей стандарт.
Основною метою розробників було забезпечити взаємодію бездротових персональних мереж IEEE 802.15 з широко поширеними мережами IP.
Базова специфікація — RFC 4944.

## Галузь застосування
6LoWPAN орієнтується на додатки, що вимагають бездротового підключення до інтернету з низькою швидкістю передачі даних для пристроїв з обмеженими можливостями продуктивності й потужності. Наприклад, автоматизація будинку, офісу і виробництва. Хоча такі мережі можуть працювати автономно, забезпечення підключення до Інтернету може дозволити розробникам надати нові можливості при управлінні такою мережею.

## Функції
Як і всі мережеві рівні відображає IP, RFC 4944 забезпечує безліч функцій. Через відмінності між IPv6 і IEEE 802.15.4 потрібна була розробка адаптаційного рівня, і безліч інших рішень.

## Адресація
IPv6 присвоює вузлам 128-бітну IP-адресу в ієрархічному порядку. Пристрої IEEE 802.15.4 можуть використовувати 64-бітову адресу IEEE або (після об'єднання PAN) 16-бітові адреси, унікальні в рамках PAN.
Існує також PAN-ID для групи фізично сумісних пристроїв IEEE 802.15.4.